# Zespół Filmowy „Syrena”
Zespół Filmowy „Syrena” (ZF „Syrena”) – polska wytwórnia filmowa założona 1 maja 1955, zlikwidowana 30 kwietnia 1968; wyprodukowała ponad 40 filmów.
Kierownicy artystyczni: Jerzy Zarzycki (1955–1961), Stanisław Wohl (1961–1968).
Kierownicy literaccy: Jerzy Andrzejewski (1955–1961), Jerzy Pomianowski (1961–1968).
Szefowie produkcji: Edward Zajiček (1955–1956), Zwonimir Ferič (1956–1960), Wiktor Budzyński (1960–?), Zygmunt Goldberg (1958–1968).

## Produkcje ZF Syrena
- 1969 – Czterej pancerni i pies: Kwadrans po nieparzystej (10), Wojenny siew (11), Fort Olgierd (12), Zakład o śmierć (13), Czerwona seria (14), Wysoka fala (15), Daleki patrol (16),
- 1968 – Dancing w kwaterze Hitlera,
- 1968 – Czterej pancerni i pies: Zamiana (9),
- 1967-1968 – Stawka większa niż życie,
- 1967 – Słońce wschodzi raz na dzień,
- 1967 – Ręce do góry,
- 1967 – Jowita,
- 1966 – Ściana Czarownic,
- 1966 – Czterej pancerni i pies: Załoga (1), Radość i gorycz (2), Gdzie my – tam granica (3), Psi pazur (4), "Rudy", miód i krzyże (5), Most (6), Rozstajne drogi (7), Brzeg morza (8),
- 1966 – Chudy i inni,
- 1966 – Chciałbym się ogolić,
- 1965 – Wojna domowa,
- 1965 – Walkower,
- 1965 – Śmierć w środkowym pokoju,
- 1965 – Potem nastąpi cisza,
- 1965 – Monolog trębacza,
- 1965 – Lekarstwo na miłość,
- 1964 – Życie raz jeszcze,
- 1964 – Wilczy bilet,
- 1964 – Spotkanie ze szpiegiem,
- 1963 – Wiano,
- 1963 – Przygoda noworoczna,
- 1963 – Ostatni kurs,
- 1963 – Mansarda,
- 1963 – Dwa żebra Adama,
- 1962 – Troje i las,
- 1962 – O dwóch takich, co ukradli księżyc,
- 1962 – I ty zostaniesz Indianinem,
- 1961 – Zuzanna i chłopcy,
- 1961 – Odwiedziny prezydenta,
- 1961 – Drugi człowiek,
- 1960 – Ostrożnie Yeti,
- 1959 – Biały niedźwiedź,
- 1958 – Żołnierz królowej Madagaskaru,
- 1958 – Pożegnania,
- 1958 – Noc poślubna,
- 1957 – Zagubione uczucia,
- 1957 – Ewa chce spać,
- 1956 – Ziemia,

Krótki metraż:
- 1957 – Rozmowy jazzowe,
- 1957 – Ptaki w klatce,
- 1957 – Otwarcie i zamknięcie oczu,